# Santuario de fauna de Huai Kha Khaeng
El Santuario de fauna de Huai Kha Khaeng (en tailandés|ห้วยขาแข้ง) es un área protegida de Tailandia. Está localizada en las provincias de Kanchanaburi, de Tak y de Uthai Thani. Fue declarado como Patrimonio de la Humanidad por la Unesco en el año 1991, junto al contiguo Santuario de fauna de Thungyai Naresuan. Huai Kha Khaeng se extiende por un área de 257.464 ha.
Estos santuarios poseen casi todos los tipos de bosque que se dan el Asia Sudoriental continental. Albergan una gama de especies animales muy diversa que comprende el 77 % de los grandes mamíferos (elefantes y tigres), el 50 % de las aves de gran tamaño y el 33 % de los vertebrados terrestres de la región.

## Historia
La reserva natural fue creada el 4 de septiembre de 1972, cubriendo un área de 1,019,375 rai. Fue ampliado dos veces; el 21 de mayo de 1986 a 1,609,150 rai, y el 30 de diciembre de 1992 a 1,737,587 rai.